# グレートレイク海事大学
グレートレイク海事大学はアメリカ合衆国ミシガン州に所在する州立大学である。